# Araneus nigroquadratus
Araneus nigroquadratus är en spindelart som beskrevs av Lawrence 1937. Araneus nigroquadratus ingår i släktet Araneus och familjen hjulspindlar. Inga underarter finns listade i Catalogue of Life.